# Gjoko Taneski
Gjoko Taneski (makedonska: Ѓоко Танески), född 2 mars 1977 i Ohrid, är en makedonsk sångare.
Taneski startade sin musikaliska karriär 1996 då han uppträdde på Makfest med låten Odi Ne Go Mami Srceto. Han deltog i Makedoniens uttagning till Eurovision Song Contest 2002, där han tillsammans med Marija Georgieva framförde bidraget Koga molcat ocite (12:e plats). Han representerade Makedonien, tillsammans med Billy Zver och Pejcin, i Eurovision Song Contest 2010 med bidraget Jas ja imam silata som uppnådde 15:e plats i semifinalen med 37, vilket inte räckte till en plats i finalen. 

## Diskografi
- Zbogum Najmila (2007)
- Nikogaš Dosta (2009)